# Ара (журнал)
Ара (рус. «шмель») — советский и казахский литературно-художественный сатирический журнал, распространявшийся по системе «Союзпечати» на территории всего СССР. Издавался в Алма-Ате ежемесячно с 1956 по 1998 год на казахском и русском языках. Первые редакторы журнала — Г. Мусрепов, А. Токмагамбитов, К. Жармаганбетов. По данным на начало 1960-х годов, журнал состоял из 12 страниц с иллюстрациями. Тираж русскоязычного издания составлял 120—140 тысяч экземпляров, тираж на казахском языке — 70—100 тысяч экземпляров.
О задачах журнала редакция сообщила в заметке под названием «Слово к читателям»: «Я хочу, чтобы мои сатирические стрелы без промаха поражали бюрократов и очковтирателей, занятых бездельников и чинуш, плодящих резолюции, клеветников и носителей феодально-байских пережитков, подхалимов и хапуг. Им не должно быть места в трудовой семье советских народов…».